# Tổng tuyển cử Nhật Bản 1993
Tổng tuyển cử Chúng Nghị viện lần thứ 40 (Nhật: 第40回衆議院議員総選挙 (Đệ 40 hồi Chúng Nghị viện Nghị viên Tổng tuyển cử) Hepburn: dai-yonjūkai Shūgiin giin sōsenkyo) hoặc Tổng tuyển cử Nhật Bản 1993 là một cuộc bầu cử được tổ chức vào ngày 18 tháng 8 năm 1993, để bầu ra 511 nghị sĩ Chúng Nghị viện. Đảng Dân chủ Tự do (LDP), với 38 năm cầm quyền từ năm 1955, lần đầu tiên thất bại do không đủ số phiếu quá bán như yêu cầu là 2/3. Một chính phủ liên hiệp các đảng do Hosokawa Morihiro, lãnh đạo Nhật Bản Tân Đảng (JNP). Kết quả bầu cử có tầm quan trọng sâu sắc đối với các vấn đề đối nội và đối ngoại của Nhật Bản.